# Мужская сборная России по волейболу
Мужская национальная сборная России по волейболу — правопреемница сборной СССР — представляет Россию на международных соревнованиях по волейболу. Впервые была собрана в 1992 году, в официальных международных соревнованиях участвует с 1993 года. Управляется Всероссийской федерацией волейбола. Чемпион Олимпийских игр в Лондоне (2012), чемпион Европы (2013, 2017), 3-кратный победитель Мировой лиги (2002, 2011 и 2013), 2-кратный победитель Лиги наций (2018, 2019), 2-кратный обладатель Кубка мира (1999, 2011).

## История

### От Барселоны до Атланты
Дебют сборной России состоялся 10 июня 1992 года, когда в рамках международного турнира в Чехословакии российские волейболисты, руководимые Виктором Радиным, одержали победу над командой Дании — 3:1 (15:12, 15:12, 10:15, 15:11). Однако в то же время к главным стартам года — Мировой лиге и Олимпийским играм-1992 в Барселоне готовилась сборная Вячеслава Платонова, выступавшая под флагом Объединённой команды. Сборная России по сути являлась её ближайшим резервом.
По завершении Олимпиады Объединённая команда прекратила своё существование. В сентябре 1992 года ставшая её полноправным преемником сборная России приняла участие в традиционном в те годы турне по Японии; из недавних олимпийцев в составе российской команды оказались только трое — Евгений Красильников, Сергей Горбунов и Константин Ушаков.
Первым официальным турниром для сборной России, возглавляемой Виктором Радиным и Юрием Фураевым, стала Мировая лига-1993, по итогам которой российские волейболисты заняли второе место; а первым топ-турниром — чемпионат Европы в Финляндии, где россияне, не испытав особых проблем в матчах группового этапа, в полуфинале ничего не смогли противопоставить мощной сборной Голландии — 0:3 (11:15, 8:15, 2:15), руководил которой Йоп Алберда, позднее работавший генеральным менеджером сборной России по футболу.
Бронза на континентальном первенстве в Турку стала последним успехом команды, костяк которой составляли воспитанники ещё советской школы. На следующем крупном форуме — чемпионате мира-1994 в Греции сборная России уже не могла рассчитывать на успешное выступление, поскольку почти весь сезон была вынуждена играть без своего капитана, подлинного лидера команды Андрея Кузнецова, получившего серьёзную травму. 30 декабря 1994-го Андрей Кузнецов погиб в автокатастрофе в Италии.
Провалом завершился чемпионат Европы-1995 в той же Греции, прямо в Афинах Виктор Радин был уволен с поста главного тренера национальной команды.

### От Атланты до Сиднея
Третье пришествие Вячеслава Платонова на пост главного тренера (Платонов возглавлял сборную СССР в 1977—1985 и 1990—1992 годах) не помогло сборной России, которая не смогла войти в призёры на Олимпиаде в Атланте-1996 и чемпионате Европы-1997 в Голландии (на финальном турнире Мировой лиги-1997 обязанности главного тренера из-за болезни Платонова исполнял Вячеслав Зайцев). В итоге вновь последовала смена тренерского штаба.
В канун 1998 года сборную возглавил Геннадий Шипулин, тренер «Белогорья» — самого успешного российского клуба тех лет. Игроки белгородской команды составили костяк обновлённой сборной. Высокие результаты пришли довольно скоро: два вторых места на Мировой лиге, серебро чемпионата Европы-1999 и, наконец, первый большой успех — победа на Кубке мира-1999.
По его ходу россияне взяли реванш у итальянцев за поражение в финале чемпионата Европы, проходившего в Вене, затем выиграли подряд два ключевых пятисетовых поединка у команд Бразилии и США, а за два тура до окончания турнира разгромили долгое время лидировавшую сборную Кубы. Обладателями Кубка мира стали Александр Герасимов, Валерий Горюшев, Станислав Динейкин, Алексей Казаков, Евгений Митьков, Руслан Олихвер, Илья Савельев, Сергей Тетюхин, Константин Ушаков, Игорь Шулепов, Вадим Хамутцких и Роман Яковлев, названный организаторами абсолютно лучшим игроком Кубка мира. За эту победу всем игрокам сборной было присвоено звание «Заслуженный мастер спорта».
К Олимпиаде в Сиднее сборная России подходила в статусе одного из фаворитов турнира, однако сборная Югославии, выбившая из турнира по ходу плей-офф две сильнейшие сборные последнего десятилетия — Голландию и Италию, в финале не оставила россиянам шансов на успех.

### От Сиднея до Афин
В новом олимпийском цикле со сборной по-прежнему работал Геннадий Шипулин. Главным турниром 2001 года был чемпионат Европы в Остраве. В полуфинале встретились участники решающего матча сиднейской Олимпиады — команды России и Югославии. Команде Шипулина не удалось взять реванш — вновь поражение в трёх партиях. Бронза континентального первенства была добыта в матче со сборной Чехии.
2002 год стал одним из самых успешных для сборной России. 18 августа она добилась второго серьёзного достижения в своей истории, став победителем Мировой лиги. В финальном матче, проходившем в Белу-Оризонти при переполненных трибунах дворца спорта Mineirinho, команда России обыграла хозяев, сборную Бразилии — 3:1 (25:21, 25:23, 22:25, 25:17). Этой славной победы вполне могло и не быть — в своей группе россияне проиграли сборной Испании и тем же бразильцам, и лишь победа уже не мотивированной сборной Нидерландов над испанцами позволила России выйти в полуфинал. Однако последовавшие в плей-офф победы над трёхкратным чемпионом мира сборной Италии и командой Бразилии не дают повода считать этот триумф случайным.
Победителями Мировой лиги стали Павел Абрамов, Александр Герасимов, Андрей Егорчев, Александр Косарев, Алексей Кулешов, Евгений Митьков, Руслан Олихвер, Сергей Тетюхин, Константин Ушаков, Вадим Хамутцких, Тарас Хтей, Роман Яковлев; в матчах интерконтинентального раунда также принимали участие Максим Терёшин, Александр Соколов и Игорь Шулепов.
Через два месяца сборные России и Бразилии встретились в финале чемпионата мира. В тяжелейшем матче равных соперников победу вырвала бразильская сборная — 3:2 (23:25, 27:25, 25:20, 23:25, 15:13). Как и в случае с победной Мировой лигой, путь россиян к пьедесталу был очень тернист: в сентябре 2001-го, проиграв отборочный турнир чемпионата мира сборной Греции, Россия лишь благодаря лучшему соотношению партий в споре команд, занявших вторые места в квалификационном турнире, смогла отправиться в Аргентину. И там всё могло завершиться очень быстро, после поражений на старте от Болгарии и Франции, победы над сборной Туниса для выхода из группы могло не хватить. Тем ценнее общий успех, после которого российская команда возглавила рейтинг сборных FIVB.
Предолимпийский сезон сложился для сборной менее успешно. Российские волейболисты остались без медалей Мировой лиги и были исключены из числа участников следующих двух розыгрышей этого турнира. Бронзовые медали чемпионата Европы-2003 были добыты не без везения. Если бы в матче со сборной Болгарии, завершившемся победой сборной России со счётом 3:1, сопернику россиян не засчитали потом техническое поражение из-за неправильно оформленной заявки, то подопечные Шипулина остались бы без полуфинала.
Олимпийский турнир в Афинах российская сборная завершила примерно так же, как и предыдущий, с той лишь разницей, что провал пришёлся на полуфинальную игру. Никто не ожидал быстрой развязки в матче со сборной Италии, однако ни в одной из трёх партий россияне не смогли набрать и 20 очков.

### От Афин до Пекина

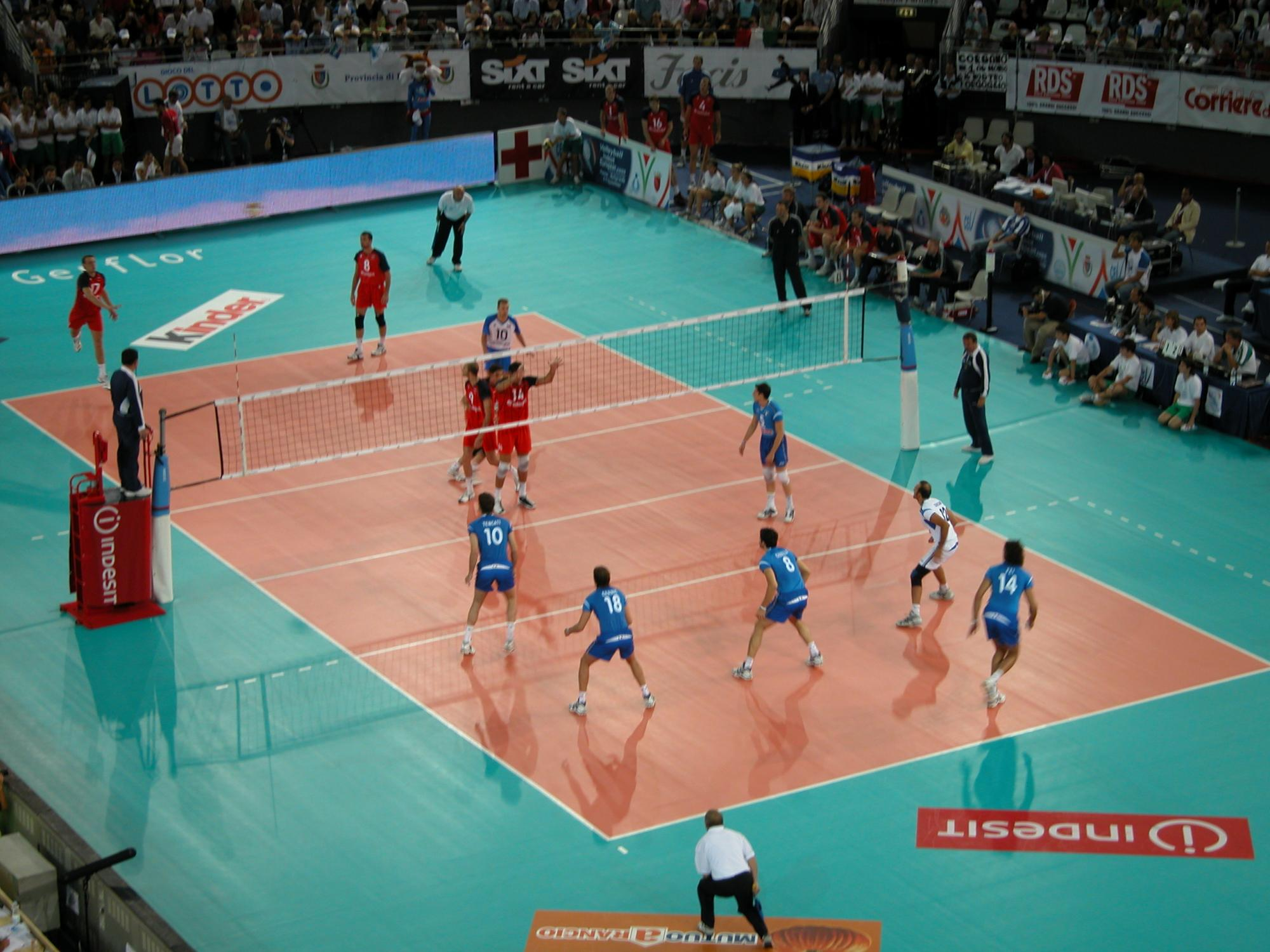
11 сентября 2005 года. Рим. Россия — Италия. Финальный матч чемпионата Европы

После Олимпиады в Афинах Шипулин уступил место главного тренера сборной знаменитому сербскому тренеру Зорану Гаичу, триумфатору Игр в Сиднее. Однако проработать с Россией хотя бы один олимпийский цикл Гаичу не удалось, после провала на чемпионате мира в Японии его сменил Владимир Алекно.
Новому тренеру удалось решить те проблемы, которые возникли в сборной при Гаиче, и российская команда выступала стабильно. Правда, большие победы к ней не пришли: обидным образом сборная России ещё при Гаиче проиграла финал чемпионата Европы-2005 итальянцам, а команда Алекно двумя годами позже в решающем матче домашнего первенства континента сенсационно уступила на тай-брейке испанцам. Это были самые реальные шансы россиян на успех, однако соперники, лучшие годы которых были уже позади, смогли именно в матчах с Россией прыгнуть выше головы.
Выступление сборной на Мировой лиге-2008 является безусловным успехом: в матче за 3-е место была обыграна команда Бразилии, радость победы над которой россияне не знали ровно шесть лет, со времён триумфа на аналогичном турнире в Белу-Оризонти. Красивый современный волейбол сборная России показала и на Олимпиаде-2008 в Пекине, но для завоевания золота опять не хватило самой малости, оно досталось сборной США, обыгравшей Россию в драматичном полуфинале.

### От Пекина до Лондона

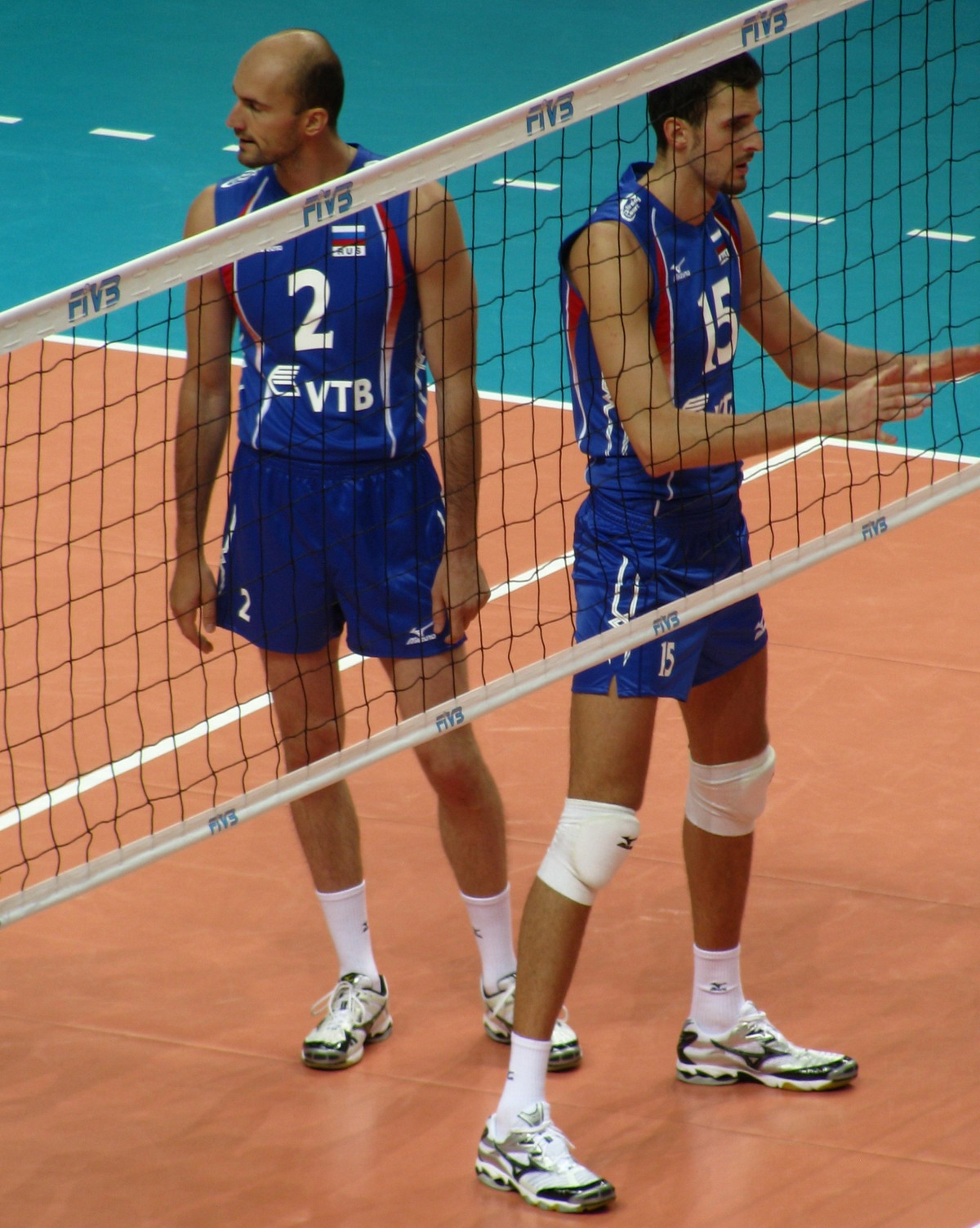
5 июня 2010 года. Екатеринбург. Александр Волков (справа) и Семён Полтавский в матче Мировой лиги против сборной США

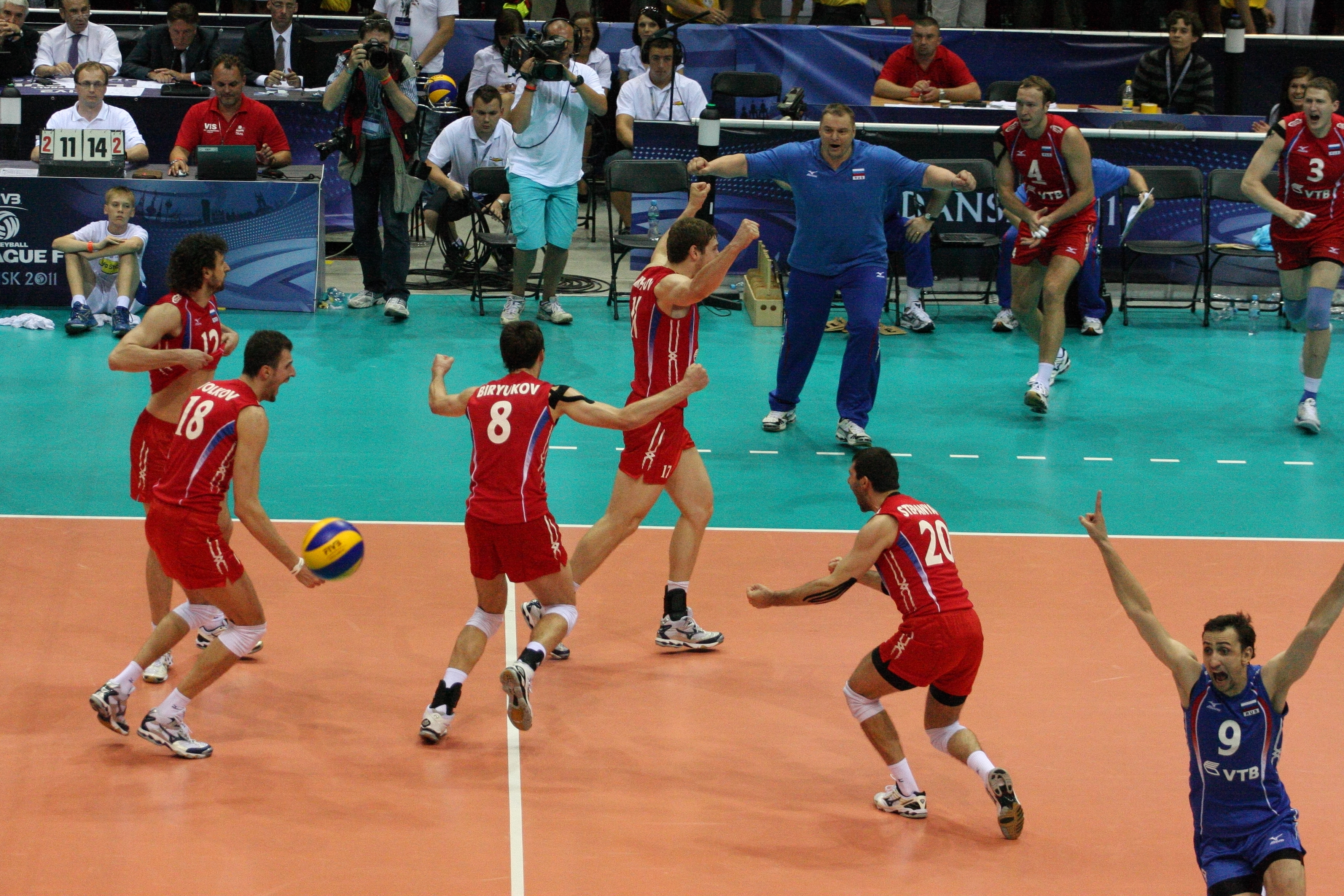
10 июля 2011 года. Гданьск — Сопот. Сборная России — чемпион Мировой лиги

17 февраля 2009 года главным тренером сборной России стал титулованный итальянский специалист Даниэле Баньоли, ранее успешно работавший в клубах серии А1, в 2007—2009 годах возглавлявший московское «Динамо». В дебютной при новом наставнике Мировой лиге россияне играли неровно и в «Финале шести» оказались не без везения — благодаря двум победам на финише предварительного раунда над болгарами и тому, что итальянцы потеряли очко в матче с китайцами. Итог финального турнира — бронзовые медали — оказался традиционным для сборной последних лет, поскольку матчи за 3-е место на различных турнирах она не проигрывала с 2001 года и это была восьмая подряд победа в утешительных финалах. Серия могла продолжиться на очередном чемпионате Европы, но российская команда после очень чувствительного поражения в полуфинале от сборной Франции не нашла мотивации в игре со сборной Болгарии и впервые с 1997 года осталась без медалей европейского первенства.
В 2010 году сборная России заняла второе место на Мировой лиге, в финале уступив бразильцам. Призов самому результативному игроку и лучшему нападающему был удостоен Максим Михайлов, новыми лидерами команды также стали дебютант сборной Дмитрий Мусэрский (признанный лучшим блокирующим «Финала шести» в Кордове) и вернувшийся в команду после длительного перерыва Тарас Хтей. Однако новый топ-турнир — чемпионат мира в Италии — завершился провалом: команда Даниэле Баньоли в решающем матче за выход в полуфинал проиграла сборной Сербии и в итоге заняла только 5-е место.
В конце 2010 года новым главным тренером сборной вновь был выбран Владимир Алекно. 10 июля 2011 года сборная России во второй раз в своей истории выиграла Мировую лигу. Потерпев лишь одно поражение от болгар в не имевшем турнирного значения матче интерконтинентального раунда, российские волейболисты и на финальном турнире в Гданьске имели полное превосходство над соперниками. В полуфинале подопечные Владимира Алекно взяли верх над поддерживаемой десятью тысячами зрителей сборной Польши, а в главном матче во второй раз за турнир обыграли сборную Бразилии — 3:2 (23:25, 27:25, 25:23, 22:25, 15:11). Капитан сборной России Тарас Хтей стал двукратным победителем Мировой лиги, Максима Михайлова признали самым ценным игроком финального турнира. За российскую команду в этом турнире также выступали Николай Апаликов, Денис Бирюков, Юрий Бережко, Александр Бутько, Александр Волков, Сергей Гранкин, Дмитрий Ильиных, Дмитрий Мусэрский, Александр Соколов, Алексей Спиридонов, Хачатур Степанян и Дмитрий Щербинин.
В сентябре 2011 года сборная России заняла 4-е место на чемпионате Европы, но от Международной федерации волейбола получила wild card для участия на Кубке мира, а в её состав вернулись Роман Яковлев и Сергей Тетюхин. Выиграв на турнире десять из одиннадцати матчей, сборная России за тур до его окончания обеспечила себе место в призёрах и путёвку на Олимпийские игры-2012, а в заключительный игровой день во встрече со сборной Польши оформила победу на Кубке мира. Приза MVP, как и на Мировой лиге-2011, был удостоен диагональный Максим Михайлов.
Олимпийские игры 2012 года принесли сборной России долгожданное золото: на групповом этапе сборная России выиграла четыре матча из пяти — у Германии (3:0), Туниса (3:0), США (3:2) и Сербии (3:0), потерпев только одно поражение от сборной Бразилии со счётом 0:3. В четвертьфинале была побеждена сборная Польши со счётом 3:0, в полуфинале в упорнейшем поединке россияне прошли сборную Болгарии (3:1), а в финале, несмотря на проигрыш по ходу встречи со счётом 0:2 по партиям и 19:22 в третьем сете, сумели отыграть два матчбола, сравнять счёт и вырвать победу у сборной Бразилии со счётом 3:2. Золотые медали Олимпийских игр завоевали Николай Апаликов, Юрий Бережко, Александр Бутько, Александр Волков, Сергей Гранкин, Дмитрий Ильиных, Максим Михайлов, Дмитрий Мусэрский, Алексей Обмочаев, Александр Соколов, Сергей Тетюхин и Тарас Хтей.

### От Лондона до Рио
В конце 2012 года Владимир Алекно объявил, что оставляет пост главного тренера команды, объяснив своё решение проблемами со здоровьем. 29 марта 2013 года новым наставником сборной назначен Андрей Воронков.
После Олимпийских игр в Лондоне объявил о завершении карьеры в сборной Сергей Тетюхин, не могли помочь команде в 2013 году из-за накопившихся травм его партнёры по золотой команде Тарас Хтей, Александр Волков и Александр Бутько. Андрей Воронков предоставил новый шанс закрепиться в составе сборной доигровщикам Алексею Спиридонову и Евгению Сивожелезу, пригласил нескольких новичков, вернул в команду либеро Алексея Вербова. Очередной розыгрыш Мировой лиги сборная России начинала без Максима Михайлова, а по его ходу отпустила для выступления на Универсиаде Дмитрия Ильиных, Максима Жигалова, Сергея Антипкина и Артёма Вольвича. Несмотря на столь значительные изменения и трудности, сборная России стала победителем Мировой лиги, одержав в финальном матче в Мар-дель-Плате победу над сборной Бразилии — 3:0 (25:23, 25:19, 25:19). В символическую сборную турнира вошёл Дмитрий Мусэрский, а самым ценным игроком турнира был признан диагональный Николай Павлов — экс-игрок сборной Украины, с 2009 года имевший право выступать за Россию, но только в 2013-м получивший такой шанс.
В сентябре 2013 года сборная России выиграла чемпионат Европы, проходивший в Дании и Польше. Потерпев поражение в первом матче от сборной Германии, подопечные Андрея Воронкова в дальнейшем прибавляли от матча к матчу и в плей-офф турнира одолели крепкую команду Франции, победителей предыдущего чемпионата Европы сербов, а в финале взяли верх над итальянцами со счётом 3:1 (25:20, 25:22, 22:25, 25:17). Индивидуальными призами были награждены Сергей Гранкин, Алексей Вербов и признанный MVP турнира Дмитрий Мусэрский. Победа на континентальном первенстве позволила сборной России впервые в истории принять участие в розыгрыше Всемирного Кубка чемпионов. Этот турнир команда Андрея Воронкова также начала с поражения (от сборной Италии), но затем одержала четыре победы, в том числе над сборной Бразилии, причём, как и в финале лондонской Олимпиады, россияне сумели взять верх, уступая в матче со счётом 0:2. Бразильская команда в итоге всё же стала обладателем Кубка, опередив в турнирной таблице сборную России на 1 очко. Приза MVP на втором соревновании подряд был удостоен Дмитрий Мусэрский.
Мировая лига 2014 оказалась не столь успешной для команды Воронкова. На старте турнира, играя резервным составом, россияне потерпели четыре поражения от команд Сербии и США. Но в дальнейшем ходе предварительного этапа российская сборная проиграла только один матч и вышла из группы с первого места. В финальном раунде Мировой лиги Россия попала в группу со сборными Ирана и Бразилии. Выиграв в пятисетовом матче у команды Ирана, во втором матче финального турнира российские волейболисты потерпели поражение от главных своих конкурентов бразильцев со счётом 1:3. Судьба выхода российской сборной из группы зависела от матча Бразилия — Иран, победа иранцев в котором не позволила россиянам выйти в полуфинал. Результатом их выступления стало пятое место.
На чемпионате мира в Польше российская сборная, стартовав с восьми побед подряд, в дальнейшем дважды уступила бразильской сборной (1:3 и 0:3). В решающем матче за выход в полуфинал подопечные Андрея Воронкова играли против хозяйки соревнований команды Польши и, проиграв первые две партии с одинаковым счётом 22:25, потеряли шансы продолжить борьбу за медали. В итоге россиянам удалось сравнять счёт в матче, но победу на тай-брейке со счётом 15:11 отпраздновали поляки. В матче за 5-е место сборная России в трёх партиях обыграла сборную Ирана.
Мировая лига 2015 оказалась провальной для сборной России — российские волейболисты потерпели десять поражений подряд и 30 июня Андрей Воронков подал в отставку с поста главного тренера. Под руководством исполняющего обязанности главного тренера Александра Климкина сборная России выиграла один из двух оставшихся матчей Мировой лиги. 17 июля в должности наставника сборной России утверждён Владимир Алекно, в третий раз возглавивший национальную команду. На Кубке мира впервые после лондонской Олимпиады за сборную сыграл Сергей Тетюхин, но итогом выступления россиян стало только 4-е место. В октябре сборная России выступила на чемпионате Европы, где в рамках группового этапа обыграла команды Финляндии, Сербии и Словакии, но в четвертьфинале была повержена сборной Италии. Путёвку на Олимпийские игры в Рио-де-Жанейро команда Алекно завоевала по итогам европейского отборочного турнира в Берлине. Несмотря на отсутствие своего прежнего капитана Дмитрия Мусэрского, не приехавшего на сбор по семейным обстоятельствам, и травму связующего Дмитрия Ковалёва, полученную во втором матче турнира, сборная России стала победителем олимпийской квалификации, в финале со счётом 3:1 одержав победу над действующим чемпионом Европы и Мировой лиги — сборной Франции.
Олимпийские игры в Рио-де-Жанейро стали шестыми Играми в карьере Сергея Тетюхина, которому была доверена честь нести флаг России на церемонии открытия соревнований. В стартовом составе сборной во всех матчах олимпийского турнира наряду с Тетюхиным выходили Сергей Гранкин, Максим Михайлов, Егор Клюка, Александр Волков и Артём Вольвич, основным либеро был Алексей Вербов, при этом по причине травм Михайлов пропустил большую часть предолимпийской подготовки, а Дмитрий Мусэрский и Юрий Бережко остались вне заявки на Игры в Рио. Итогом выступления российской команды стало 4-е место. В полуфинале подопечные Владимира Алекно в трёх сетах уступили бразильцам, а в матче за бронзу, ведя со счётом 2:0 по сетам, — сборной США. После Олимпиады Тетюхин и Вербов объявили о завершении карьеры в сборной.

### От Рио до Токио
2 февраля 2017 года новым главным тренером сборной России назначен Сергей Шляпников, прежде известный по многолетней успешной работе с молодёжными и юниорскими сборными страны.
Под его руководством сборная России выиграла чемпионат Европы 2017 года в Польше. До финала сборная не проиграла ни одного сета, выиграв у Словении (дважды), Болгарии, Испании и Бельгии, а в финале в упорной борьбе победила сборную Германии со счётом 3:2 (15:13 в решающем пятом сете). Чемпионами Европы стали Андрей Ащев, Юрий Бережко, Александр Бутько, Илья Власов, Дмитрий Волков, Артём Вольвич, Валентин Голубев, Сергей Гранкин, Максим Жигалов, Егор Клюка, Ильяс Куркаев, Роман Мартынюк, Максим Михайлов и Егор Феоктистов. В символическую сборную по итогам турнира вошли Дмитрий Волков и Сергей Гранкин, а Максим Михайлов был признан самым ценным игроком.
Следующий турнир сборной России также стал победным. В июле 2018 года подопечные Сергея Шляпникова триумфально завершили первый в истории розыгрыш Лиги наций — коммерческого соревнования, пришедшего на смену Мировой лиге. Имея некоторые проблемы с составом по ходу предварительного этапа, россияне тем не менее прибавляли от матча к матчу и досрочно завоевали путёвку в «Финал шести», где продемонстрировали сбалансированную, по-настоящему командную игру и одержали победы в четырёх встречах с общим счётом 12:1. В полуфинале сборная России в трёх сетах разбила бразильцев, а в финале на футбольном стадионе «Пьер Моруа» в Вильнёв-д’Аске также со счётом 3:0 взяла верх над хозяевами — сборной Франции. Силу российской команды отметили и соперники, в частности либеро французской команды Женя Гребенников заявил: «Нас просто разорвали. Почти во всех аспектах игры. Сегодня россияне демонстрировали нечеловеческий волейбол». MVP «Финала шести» был признан Максим Михайлов, в символическую сборную вошли вернувшийся в национальную команду после двухлетнего перерыва Дмитрий Мусэрский и её капитан Дмитрий Волков. Однако главный турнир 2018 года — чемпионат мира в Италии и Болгарии — не принёс сборной России успеха. Не без труда добравшись до третьего раунда, команда Шляпникова упустила победу над бразильцами (2:3 после 2:0 по партиям), а затем в трёх сетах проиграла сборной США и не прошла в полуфинал, покинув турнир без медалей четвёртый чемпионат мира подряд.
14 февраля 2019 года Сергей Шляпников оставил должность главного тренера сборной России и возглавил долгосрочную программу подготовки команды к домашнему чемпионату мира-2022. 1 марта 2019 года новым главным тренером сборной был назначен наставник кемеровского «Кузбасса» Туомас Саммелвуо. Дебют для финского специалиста сложился успешно — сборная России защитила титул победителя Лиги наций, взяв верх в финальном матче над командой США в Чикаго, однако следующий крупный турнир — чемпионат Европы — завершила поражением в четвертьфинале от сборной Словении.
В 2020 году из-за пандемии COVID-19 сборная России не провела ни одного матча. Олимпийские игры в Токио были перенесены на лето 2021 года и в них российская команда выступила под флагом Олимпийского комитета России. Подопечные Туомаса Саммелвуо стали первыми в своей группе, четыре команды из которой затем составили полуфинальные пары. Российская сборная дважды за турнир обыграла бразильцев, сумев спасти третью партию полуфинала со счёта 13:20, но дважды уступила французам. В финальном матче против «трёхцветных» россияне отыгрались с 0:2 по партиям, но в решающем сете сильнее оказались соперники — 15:12. В символическую сборную вошли диагональный Максим Михайлов (знаменосец команды ОКР на Играх в Токио), доигровщик Егор Клюка и блокирующий Иван Яковлев.

### Новая эпоха
1 марта 2022 года из-за вторжения России на Украину FIVB и CEV отстранили сборную России от всех соревнований на неопределённый срок. 16 июня 2022 года новым главным тренером сборной России стал наставник московского «Динамо» Константин Брянский. В 2022—2024 годах российская команда играла только товарищеские матчи со сборной Белоруссии, получившей аналогичное отстранение. 1 июня 2025 года в Белграде сборная России провела товарищеский матч со сборной Сербии в рамках Кубка Первого канала и выиграла его со счётом 3:1.

## Текущий состав
Состав сборной России в 2025 году
| №                       | Имя                | Дата рождения              | Рост      | Клуб-2024/25 | Дебют в сборной | Игры / очки |           |
| Связующие               | Связующие          | Связующие                  | Связующие | Связующие    | Связующие       | Связующие   | Связующие |
| ----------------------- | ------------------ | -------------------------- | --------- | ------------ | --------------- | ----------- | --------- |
| 3                       | Павел Панков       | 14 августа 1995 (29 лет)   | 198       | «Динамо»     | 3 июня 2017     | 29 / 49     |           |
| 15                      | Константин Абаев   | 17 июня 1999 (26 лет)      | 198       | «Верона»     |                 |             |           |
| Диагональные            |                    |                            |           |              |                 |             |           |
| 5                       | Максим Сапожков    | 15 ноября 2000 (24 года)   | 220       | «Динамо»     |                 |             |           |
| 17                      | Илья Казаченков    | 30 января 2001 (24 года)   | 209       | «Локомотив»  |                 |             |           |
| Доигровщики             |                    |                            |           |              |                 |             |           |
| 4                       | Станислав Динейкин | 15 сентября 2002 (22 года) | 202       | «Зенит» СПб  |                 |             |           |
| 7                       | Дмитрий Волков     | 25 мая 1995 (30 лет)       | 201       | «Зенит» Кз   | 17 июня 2016    | 100 / 1008  |           |
| 10                      | Денис Богдан       | 13 октября 1996 (28 лет)   | 200       | «Динамо»     | 28 мая 2021     | 16 / 51     |           |
| 18                      | Антон Сёмышев      | 22 августа 1997 (27 лет)   | 204       | «Динамо»     | 21 июня 2019    | 22 / 89     |           |
| Центральные блокирующие |                    |                            |           |              |                 |             |           |
| 2                       | Илья Власов        | 3 августа 1995 (29 лет)    | 212       | «Динамо»     | 8 сентября 2015 | 67 / 384    |           |
| 12                      | Дмитрий Лызик      | 31 января 2000 (25 лет)    | 215       | «Локомотив»  |                 |             |           |
| 14                      | Дмитрий Жук        | 12 ноября 1993 (31 год)    | 212       | «Динамо»     |                 |             |           |
| 20                      | Ильяс Куркаев      | 18 января 1994 (31 год)    | 208       | «Локомотив»  | 8 сентября 2015 | 83 / 526    |           |
| Либеро                  |                    |                            |           |              |                 |             |           |
| 6                       | Евгений Баранов    | 30 июня 1995 (30 лет)      | 180       | «Динамо»     | 29 мая 2021     | 11          |           |
| 16                      | Илья Фёдоров       | 1 августа 2002 (22 года)   | 191       | «Зенит» Кз   |                 |             |           |

Главный тренер — Константин Брянский.

## Статистика

### Результаты выступлений

#### Олимпийские игры
| Год   | Матчи | Победы | Поражения | Партии | Место | Главный тренер    |
| ----- | ----- | ------ | --------- | ------ | ----- | ----------------- |
| 1996  | 8     | 3      | 5         | 11:15  | 4-е   | Вячеслав Платонов |
| 2000  | 8     | 6      | 2         | 19:13  | 2     | Геннадий Шипулин  |
| 2004  | 8     | 5      | 3         | 17:13  | 3     | Геннадий Шипулин  |
| 2008  | 8     | 6      | 2         | 22:11  | 3     | Владимир Алекно   |
| 2012  | 8     | 7      | 1         | 21:8   | 1     | Владимир Алекно   |
| 2016  | 8     | 5      | 3         | 18:12  | 4-е   | Владимир Алекно   |
| 2020  | 8     | 6      | 2         | 21:9   | 2     | Туомас Саммельвуо |
| Всего | 56    | 38     | 18        | 129:81 |       |                   |

#### Чемпионаты мира
| Год   | Матчи | Победы | Поражения | Партии | Место | Главный тренер   |
| ----- | ----- | ------ | --------- | ------ | ----- | ---------------- |
| 1994  | 7     | 4      | 3         | 15:11  | 7-е   | Виктор Радин     |
| 1998  | 12    | 10     | 2         | 33:11  | 5-е   | Геннадий Шипулин |
| 2002  | 9     | 6      | 3         | 21:15  | 2     | Геннадий Шипулин |
| 2006  | 11    | 8      | 3         | 26:10  | 7-е   | Зоран Гаич       |
| 2010  | 9     | 7      | 2         | 24:10  | 5-е   | Даниэле Баньоли  |
| 2014  | 12    | 9      | 3         | 30:13  | 5-е   | Андрей Воронков  |
| 2018  | 10    | 6      | 4         | 23:14  | 6-е   | Сергей Шляпников |
| Всего | 70    | 50     | 20        | 172:84 |       |                  |

#### Чемпионаты Европы
| Год   | Матчи | Победы | Поражения | Партии  | Место | Главный тренер    |
| ----- | ----- | ------ | --------- | ------- | ----- | ----------------- |
| 1993  | 7     | 6      | 1         | 18:6    | 3     | Виктор Радин      |
| 1995  | 7     | 5      | 2         | 18:8    | 5-е   | Виктор Радин      |
| 1997  | 7     | 4      | 3         | 16:9    | 5-е   | Вячеслав Платонов |
| 1999  | 5     | 4      | 1         | 13:5    | 2     | Геннадий Шипулин  |
| 2001  | 7     | 5      | 2         | 15:11   | 3     | Геннадий Шипулин  |
| 2003  | 7     | 4      | 3         | 13:13   | 3     | Геннадий Шипулин  |
| 2005  | 7     | 6      | 1         | 20:10   | 2     | Зоран Гаич        |
| 2007  | 8     | 7      | 1         | 23:7    | 2     | Владимир Алекно   |
| 2009  | 8     | 6      | 2         | 20:10   | 4-е   | Даниэле Баньоли   |
| 2011  | 6     | 4      | 2         | 15:8    | 4-е   | Владимир Алекно   |
| 2013  | 7     | 6      | 1         | 18:7    | 1     | Андрей Воронков   |
| 2015  | 4     | 3      | 1         | 9:4     | 6-е   | Владимир Алекно   |
| 2017  | 6     | 6      | 0         | 18:2    | 1     | Сергей Шляпников  |
| 2019  | 7     | 6      | 1         | 19:5    | 5-е   | Туомас Саммелвуо  |
| 2021  | 7     | 5      | 2         | 16:11   | 7-е   | Туомас Саммелвуо  |
| Всего | 100   | 77     | 23        | 251:116 |       |                   |

#### Мировая лига/Лига наций
| Год   | Матчи | Победы | Поражения | Партии  | Место | Главный тренер                     |
| ----- | ----- | ------ | --------- | ------- | ----- | ---------------------------------- |
| 1993  | 22    | 17     | 5         | 54:27   | 2     | Виктор Радин                       |
| 1994  | 14    | 10     | 4         | 33:14   | 6-е   | Виктор Радин                       |
| 1995  | 17    | 12     | 5         | 43:22   | 4-е   | Виктор Радин                       |
| 1996  | 17    | 15     | 2         | 47:17   | 3     | Вячеслав Платонов                  |
| 1997  | 17    | 5      | 12        | 25:38   | 3     | Вячеслав Платонов, Вячеслав Зайцев |
| 1998  | 18    | 13     | 5         | 42:25   | 2     | Геннадий Шипулин                   |
| 1999  | 16    | 12     | 4         | 40:24   | 4-е   | Геннадий Шипулин                   |
| 2000  | 18    | 12     | 6         | 46:24   | 2     | Геннадий Шипулин                   |
| 2001  | 17    | 11     | 6         | 41:23   | 3     | Геннадий Шипулин                   |
| 2002  | 17    | 14     | 3         | 45:20   | 1     | Геннадий Шипулин                   |
| 2003  | 15    | 11     | 4         | 36:21   | 7-е   | Геннадий Шипулин                   |
| 2006  | 17    | 11     | 6         | 36:21   | 3     | Зоран Гаич                         |
| 2007  | 16    | 12     | 4         | 39:17   | 2     | Владимир Алекно                    |
| 2008  | 16    | 12     | 4         | 39:24   | 3     | Владимир Алекно                    |
| 2009  | 16    | 10     | 6         | 35:23   | 3     | Даниэле Баньоли                    |
| 2010  | 16    | 13     | 3         | 41:19   | 2     | Даниэле Баньоли                    |
| 2011  | 17    | 16     | 1         | 49:13   | 1     | Владимир Алекно                    |
| 2012  | 12    | 8      | 4         | 29:23   | 8-е   | Владимир Алекно                    |
| 2013  | 14    | 10     | 4         | 36:22   | 1     | Андрей Воронков                    |
| 2014  | 14    | 8      | 6         | 32:21   | 5-е   | Андрей Воронков                    |
| 2015  | 12    | 1      | 11        | 11:34   | 8-е   | Андрей Воронков, Александр Климкин |
| 2016  | 9     | 5      | 4         | 15:14   | 7-е   | Владимир Алекно                    |
| 2017  | 11    | 5      | 6         | 21:22   | 5-е   | Сергей Шляпников                   |
| 2018  | 19    | 15     | 4         | 48:15   | 1     | Сергей Шляпников                   |
| 2019  | 19    | 15     | 4         | 46:22   | 1     | Туомас Саммельвуо                  |
| 2021  | 15    | 11     | 4         | 39:21   | 5-е   | Туомас Саммельвуо                  |
| Всего | 411   | 284    | 127       | 974:569 |       |                                    |

#### Кубок мира
| Год   | Матчи | Победы | Поражения | Партии | Место | Главный тренер    |
| ----- | ----- | ------ | --------- | ------ | ----- | ----------------- |
| 1999  | 11    | 9      | 2         | 31:11  | 1     | Геннадий Шипулин  |
| 2007  | 11    | 9      | 2         | 29:9   | 2     | Владимир Алекно   |
| 2011  | 11    | 10     | 1         | 30:8   | 1     | Владимир Алекно   |
| 2015  | 11    | 8      | 3         | 25:12  | 4-е   | Владимир Алекно   |
| 2019  | 11    | 5      | 6         | 20:23  | 6-е   | Туомас Саммельвуо |
| Всего | 55    | 41     | 14        | 135:63 |       |                   |

#### Всемирный Кубок чемпионов
| Год   | Матчи | Победы | Поражения | Партии | Место | Главный тренер  |
| ----- | ----- | ------ | --------- | ------ | ----- | --------------- |
| 2013  | 5     | 4      | 1         | 13:5   | 2     | Андрей Воронков |
| Всего | 5     | 4      | 1         | 13:5   |       |                 |

#### Отборочные турниры
| Год                 | Матчи | Победы | Поражения | Партии | Главный тренер    |
| ------------------- | ----- | ------ | --------- | ------ | ----------------- |
| 1993 (ЧМ-1994)      | 3     | 3      | 0         | 9:1    | Виктор Радин      |
| 1996 (ОИ-1996)      | 3     | 3      | 0         | 9:2    | Вячеслав Платонов |
| 1997 (ЧМ-1998)      | 3     | 3      | 0         | 9:0    | Вячеслав Платонов |
| 1998—1999 (ЧЕ-1999) | 9     | 8      | 1         | 24:5   | Геннадий Шипулин  |
| 2001 (ЧМ-2002)      | 3     | 2      | 1         | 7:3    | Геннадий Шипулин  |
| 2004 (ОИ-2004)      | 5     | 5      | 0         | 15:0   | Геннадий Шипулин  |
| 2005 (ЧМ-2006)      | 3     | 3      | 0         | 9:2    | Зоран Гаич        |
| 2009 (ЧМ-2010)      | 3     | 3      | 0         | 9:1    | Даниэле Баньоли   |
| 2016 (ОИ-2016)      | 5     | 4      | 1         | 13:5   | Владимир Алекно   |
| 2017 (ЧМ-2018)      | 5     | 5      | 0         | 15:1   | Сергей Шляпников  |
| 2019 (ОИ-2020)      | 3     | 3      | 0         | 9:0    | Туомас Саммельвуо |
| Всего               | 45    | 42     | 3         | 128:20 |                   |

#### Евролига
| Год   | Матчи | Победы | Поражения | Партии | Место | Главный тренер   |
| ----- | ----- | ------ | --------- | ------ | ----- | ---------------- |
| 2004  | 2     | 1      | 1         | 4:3    | 2     | Геннадий Шипулин |
| 2005  | 14    | 13     | 1         | 40:12  | 1     | Зоран Гаич       |
| Всего | 16    | 14     | 2         | 44:15  |       |                  |

### Матчи
В период с 21 мая 1993 года по 14 сентября 2021 года сборная России сыграла 758 официальных матчей (в рамках Олимпиад, чемпионатов мира, чемпионатов Европы и отборочных турниров к ним, а также на Мировой лиге, Волейбольной Лиге наций, Евролиге, Кубках мира и Всемирном Кубке чемпионов). Всего в поединках с соперниками из 46 государств сборная России одержала 550 побед и потерпела 208 поражений.
Первый официальный матч: Россия — США — 3:0 (15:6, 15:9, 15:8), 21 мая 1993 года, Москва, Дворец спорта «Динамо».

Самая продолжительная серия побед: 19 матчей (13 сентября 1995 — 24 июня 1996 года).

Самая продолжительная серия поражений: 12 матчей (2 августа 1996 — 14 июня 1997 года).
| Баланс матчей сборной России на официальных турнирах | Баланс матчей сборной России на официальных турнирах | Баланс матчей сборной России на официальных турнирах | Баланс матчей сборной России на официальных турнирах | Баланс матчей сборной России на официальных турнирах | Баланс матчей сборной России на официальных турнирах | Баланс матчей сборной России на официальных турнирах | Баланс матчей сборной России на официальных турнирах | Баланс матчей сборной России на официальных турнирах | Баланс матчей сборной России на официальных турнирах | Баланс матчей сборной России на официальных турнирах | Баланс матчей сборной России на официальных турнирах | Баланс матчей сборной России на официальных турнирах | Баланс матчей сборной России на официальных турнирах | Баланс матчей сборной России на официальных турнирах | Баланс матчей сборной России на официальных турнирах | Баланс матчей сборной России на официальных турнирах | Баланс матчей сборной России на официальных турнирах |
| Команда-соперник                                     | На всех турнирах                                     | На всех турнирах                                     | На всех турнирах                                     | На всех турнирах                                     | На всех турнирах                                     | На всех турнирах                                     | На всех турнирах                                     | На всех турнирах                                     | На всех турнирах                                     | ОИ                                                   | ЧМ                                                   | ЧЕ                                                   | МЛ и ЛН                                              | КМ                                                   | КЧ                                                   | ОТ                                                   | ЕЛ                                                   |
| Команда-соперник                                     | И                                                    | В                                                    | П                                                    | 3:0                                                  | 3:1                                                  | 3:2                                                  | 2:3                                                  | 1:3                                                  | 0:3                                                  | ОИ                                                   | ЧМ                                                   | ЧЕ                                                   | МЛ и ЛН                                              | КМ                                                   | КЧ                                                   | ОТ                                                   | ЕЛ                                                   |
| ---------------------------------------------------- | ---------------------------------------------------- | ---------------------------------------------------- | ---------------------------------------------------- | ---------------------------------------------------- | ---------------------------------------------------- | ---------------------------------------------------- | ---------------------------------------------------- | ---------------------------------------------------- | ---------------------------------------------------- | ---------------------------------------------------- | ---------------------------------------------------- | ---------------------------------------------------- | ---------------------------------------------------- | ---------------------------------------------------- | ---------------------------------------------------- | ---------------------------------------------------- | ---------------------------------------------------- |
| Австралия                                            | 15                                                   | 14                                                   | 1                                                    | 10                                                   | 3                                                    | 1                                                    | 1                                                    | 0                                                    | 0                                                    | +1-0                                                 | +3-0                                                 |                                                      | +8-0                                                 | +2-1                                                 |                                                      |                                                      |                                                      |
| Австрия                                              | 3                                                    | 3                                                    | 0                                                    | 3                                                    | 0                                                    | 0                                                    | 0                                                    | 0                                                    | 0                                                    |                                                      |                                                      | +1-0                                                 |                                                      |                                                      |                                                      | +2-0                                                 |                                                      |
| Алжир                                                | 1                                                    | 1                                                    | 0                                                    | 1                                                    | 0                                                    | 0                                                    | 0                                                    | 0                                                    | 0                                                    |                                                      | +1-0                                                 |                                                      |                                                      |                                                      |                                                      |                                                      |                                                      |
| Аргентина                                            | 16                                                   | 13                                                   | 3                                                    | 8                                                    | 4                                                    | 1                                                    | 0                                                    | 2                                                    | 1                                                    | +3-1                                                 | +2-0                                                 |                                                      | +4-1                                                 | +4-1                                                 |                                                      |                                                      |                                                      |
| Беларусь                                             | 1                                                    | 1                                                    | 0                                                    | 0                                                    | 1                                                    | 0                                                    | 0                                                    | 0                                                    | 0                                                    |                                                      |                                                      | +1-0                                                 |                                                      |                                                      |                                                      |                                                      |                                                      |
| Бельгия                                              | 3                                                    | 3                                                    | 0                                                    | 3                                                    | 0                                                    | 0                                                    | 0                                                    | 0                                                    | 0                                                    |                                                      |                                                      | +2-0                                                 |                                                      |                                                      |                                                      | +1-0                                                 |                                                      |
| Болгария                                             | 45                                                   | 36                                                   | 9                                                    | 24                                                   | 9                                                    | 3                                                    | 2                                                    | 4                                                    | 3                                                    | +2-0                                                 | +3-1                                                 | +8-2                                                 | +19-5                                                | +0-1                                                 |                                                      | +4-0                                                 |                                                      |
| Бразилия                                             | 54                                                   | 21                                                   | 33                                                   | 8                                                    | 8                                                    | 5                                                    | 6                                                    | 11                                                   | 16                                                   | +4-3                                                 | +0-5                                                 |                                                      | +15-22                                               | +1-3                                                 | +1-0                                                 |                                                      |                                                      |
| Венгрия                                              | 2                                                    | 2                                                    | 0                                                    | 2                                                    | 0                                                    | 0                                                    | 0                                                    | 0                                                    | 0                                                    |                                                      |                                                      |                                                      |                                                      |                                                      |                                                      | +2-0                                                 |                                                      |
| Венесуэла                                            | 9                                                    | 9                                                    | 0                                                    | 7                                                    | 2                                                    | 0                                                    | 0                                                    | 0                                                    | 0                                                    |                                                      |                                                      |                                                      | +8-0                                                 | +1-0                                                 |                                                      |                                                      |                                                      |
| Германия                                             | 37                                                   | 32                                                   | 5                                                    | 14                                                   | 12                                                   | 6                                                    | 2                                                    | 2                                                    | 1                                                    | +2-0                                                 | +2-0                                                 | +4-2                                                 | +15-2                                                |                                                      |                                                      | +5-0                                                 | +4-1                                                 |
| Греция                                               | 15                                                   | 10                                                   | 5                                                    | 5                                                    | 3                                                    | 2                                                    | 1                                                    | 3                                                    | 1                                                    |                                                      | +2-1                                                 | +3-0                                                 | +5-3                                                 |                                                      |                                                      | +0-1                                                 |                                                      |
| Дания                                                | 2                                                    | 2                                                    | 0                                                    | 2                                                    | 0                                                    | 0                                                    | 0                                                    | 0                                                    | 0                                                    |                                                      |                                                      |                                                      |                                                      |                                                      |                                                      | +2-0                                                 |                                                      |
| Египет                                               | 16                                                   | 16                                                   | 0                                                    | 11                                                   | 4                                                    | 1                                                    | 0                                                    | 0                                                    | 0                                                    | +2-0                                                 | +2-0                                                 |                                                      | +8-0                                                 | +4-0                                                 |                                                      |                                                      |                                                      |
| Иран                                                 | 18                                                   | 14                                                   | 4                                                    | 8                                                    | 5                                                    | 1                                                    | 0                                                    | 1                                                    | 3                                                    | +1-0                                                 | +1-0                                                 |                                                      | +7-4                                                 | +3-0                                                 | +1-0                                                 | +1-0                                                 |                                                      |
| Испания                                              | 17                                                   | 13                                                   | 4                                                    | 3                                                    | 6                                                    | 4                                                    | 4                                                    | 0                                                    | 0                                                    |                                                      | +1-1                                                 | +4-1                                                 | +6-1                                                 | +1-1                                                 |                                                      |                                                      | +1-0                                                 |
| Италия                                               | 58                                                   | 34                                                   | 24                                                   | 6                                                    | 17                                                   | 11                                                   | 5                                                    | 10                                                   | 9                                                    | +2-3                                                 | +1-3                                                 | +6-5                                                 | +22-11                                               | +3-1                                                 | +0-1                                                 |                                                      |                                                      |
| Казахстан                                            | 1                                                    | 1                                                    | 0                                                    | 1                                                    | 0                                                    | 0                                                    | 0                                                    | 0                                                    | 0                                                    |                                                      | +1-0                                                 |                                                      |                                                      |                                                      |                                                      |                                                      |                                                      |
| Камерун                                              | 2                                                    | 2                                                    | 0                                                    | 2                                                    | 0                                                    | 0                                                    | 0                                                    | 0                                                    | 0                                                    |                                                      | +2-0                                                 |                                                      |                                                      |                                                      |                                                      |                                                      |                                                      |
| Канада                                               | 13                                                   | 11                                                   | 2                                                    | 7                                                    | 2                                                    | 2                                                    | 1                                                    | 0                                                    | 1                                                    | +2-0                                                 | +3-0                                                 |                                                      | +3-2                                                 | +3-0                                                 |                                                      |                                                      |                                                      |
| Китай                                                | 24                                                   | 23                                                   | 1                                                    | 16                                                   | 5                                                    | 2                                                    | 1                                                    | 0                                                    | 0                                                    |                                                      | +2-0                                                 |                                                      | +19-1                                                | +2-0                                                 |                                                      |                                                      |                                                      |
| Косово                                               | 1                                                    | 1                                                    | 0                                                    | 1                                                    | 0                                                    | 0                                                    | 0                                                    | 0                                                    | 0                                                    |                                                      |                                                      |                                                      |                                                      |                                                      |                                                      | +1-0                                                 |                                                      |
| Куба                                                 | 50                                                   | 33                                                   | 17                                                   | 13                                                   | 11                                                   | 9                                                    | 5                                                    | 6                                                    | 6                                                    | +3-0                                                 | +1-0                                                 |                                                      | +26-17                                               | +2-0                                                 |                                                      | +1-0                                                 |                                                      |
| Мексика                                              | 2                                                    | 2                                                    | 0                                                    | 1                                                    | 1                                                    | 0                                                    | 0                                                    | 0                                                    | 0                                                    |                                                      | +1-0                                                 |                                                      |                                                      |                                                      |                                                      | +1-0                                                 |                                                      |
| Нидерланды                                           | 33                                                   | 20                                                   | 13                                                   | 12                                                   | 6                                                    | 2                                                    | 4                                                    | 2                                                    | 7                                                    | +0-3                                                 | +3-0                                                 | +3-2                                                 | +13-8                                                |                                                      |                                                      | +1-0                                                 |                                                      |
| Польша                                               | 49                                                   | 32                                                   | 17                                                   | 15                                                   | 12                                                   | 5                                                    | 7                                                    | 6                                                    | 4                                                    | +2-1                                                 | +1-2                                                 | +6-2                                                 | +20-10                                               | +1-2                                                 |                                                      | +3-0                                                 |                                                      |
| Португалия                                           | 5                                                    | 5                                                    | 0                                                    | 3                                                    | 2                                                    | 0                                                    | 0                                                    | 0                                                    | 0                                                    |                                                      | +1-0                                                 | +2-0                                                 | +1-0                                                 |                                                      |                                                      | +1-0                                                 |                                                      |
| Пуэрто-Рико                                          | 3                                                    | 3                                                    | 0                                                    | 2                                                    | 0                                                    | 1                                                    | 0                                                    | 0                                                    | 0                                                    |                                                      | +2-0                                                 |                                                      |                                                      | +1-0                                                 |                                                      |                                                      |                                                      |
| Республика Корея                                     | 19                                                   | 14                                                   | 5                                                    | 8                                                    | 4                                                    | 2                                                    | 3                                                    | 2                                                    | 0                                                    | +2-0                                                 | +2-0                                                 |                                                      | +9-4                                                 | +1-1                                                 |                                                      |                                                      |                                                      |
| Румыния                                              | 2                                                    | 2                                                    | 0                                                    | 2                                                    | 0                                                    | 0                                                    | 0                                                    | 0                                                    | 0                                                    |                                                      |                                                      | +1-0                                                 |                                                      |                                                      |                                                      | +1-0                                                 |                                                      |
| Северная Македония                                   | 2                                                    | 2                                                    | 0                                                    | 2                                                    | 0                                                    | 0                                                    | 0                                                    | 0                                                    | 0                                                    |                                                      |                                                      | +2-0                                                 |                                                      |                                                      |                                                      |                                                      |                                                      |
| Сербия и Черногория                                  | 22                                                   | 14                                                   | 8                                                    | 6                                                    | 5                                                    | 3                                                    | 1                                                    | 3                                                    | 4                                                    | +2-3                                                 | +1-2                                                 | +2-2                                                 | +7-0                                                 |                                                      |                                                      | +2-1                                                 |                                                      |
| Сербия                                               | 31                                                   | 20                                                   | 11                                                   | 9                                                    | 6                                                    | 5                                                    | 4                                                    | 4                                                    | 3                                                    | +2-0                                                 | +0-2                                                 | +4-1                                                 | +13-8                                                | +1-0                                                 |                                                      |                                                      |                                                      |
| Словакия                                             | 6                                                    | 5                                                    | 1                                                    | 4                                                    | 1                                                    | 0                                                    | 1                                                    | 0                                                    | 0                                                    |                                                      |                                                      | +3-1                                                 |                                                      |                                                      |                                                      | +2-0                                                 |                                                      |
| Словения                                             | 6                                                    | 4                                                    | 2                                                    | 4                                                    | 0                                                    | 0                                                    | 1                                                    | 1                                                    | 0                                                    |                                                      |                                                      | +4-1                                                 | +0-1                                                 |                                                      |                                                      |                                                      |                                                      |
| США                                                  | 46                                                   | 28                                                   | 18                                                   | 11                                                   | 10                                                   | 7                                                    | 5                                                    | 3                                                    | 10                                                   | +5-2                                                 | +2-2                                                 |                                                      | +17-12                                               | +3-2                                                 | +1-0                                                 |                                                      |                                                      |
| Тунис                                                | 10                                                   | 10                                                   | 0                                                    | 9                                                    | 1                                                    | 0                                                    | 0                                                    | 0                                                    | 0                                                    | +3-0                                                 | +3-0                                                 |                                                      |                                                      | +4-0                                                 |                                                      |                                                      |                                                      |
| Турция                                               | 6                                                    | 5                                                    | 1                                                    | 4                                                    | 1                                                    | 0                                                    | 0                                                    | 1                                                    | 0                                                    |                                                      | +1-0                                                 | +2-1                                                 |                                                      |                                                      |                                                      | +2-0                                                 |                                                      |
| Украина                                              | 5                                                    | 5                                                    | 0                                                    | 4                                                    | 1                                                    | 0                                                    | 0                                                    | 0                                                    | 0                                                    |                                                      | +1-0                                                 | +4-0                                                 |                                                      |                                                      |                                                      |                                                      |                                                      |
| Финляндия                                            | 20                                                   | 19                                                   | 1                                                    | 14                                                   | 4                                                    | 1                                                    | 0                                                    | 1                                                    | 0                                                    |                                                      | +2-0                                                 | +6-0                                                 | +3-1                                                 |                                                      |                                                      | +3-0                                                 | +5-0                                                 |
| Франция                                              | 26                                                   | 11                                                   | 15                                                   | 6                                                    | 3                                                    | 2                                                    | 4                                                    | 9                                                    | 2                                                    | +0-2                                                 | +1-1                                                 | +1-1                                                 | +7-10                                                |                                                      |                                                      | +2-1                                                 |                                                      |
| Хорватия                                             | 2                                                    | 2                                                    | 0                                                    | 0                                                    | 1                                                    | 1                                                    | 0                                                    | 0                                                    | 0                                                    |                                                      |                                                      | +1-0                                                 |                                                      |                                                      |                                                      | +1-0                                                 |                                                      |
| Черногория                                           | 1                                                    | 1                                                    | 0                                                    | 1                                                    | 0                                                    | 0                                                    | 0                                                    | 0                                                    | 0                                                    |                                                      |                                                      |                                                      |                                                      |                                                      |                                                      | +1-0                                                 |                                                      |
| Чехия                                                | 8                                                    | 5                                                    | 3                                                    | 4                                                    | 0                                                    | 1                                                    | 1                                                    | 1                                                    | 1                                                    |                                                      |                                                      | +5-2                                                 |                                                      |                                                      |                                                      |                                                      | +0-1                                                 |
| Эстония                                              | 9                                                    | 9                                                    | 0                                                    | 5                                                    | 2                                                    | 2                                                    | 0                                                    | 0                                                    | 0                                                    |                                                      |                                                      | +2-0                                                 |                                                      |                                                      |                                                      | +3-0                                                 | +4-0                                                 |
| Япония                                               | 42                                                   | 37                                                   | 5                                                    | 24                                                   | 9                                                    | 4                                                    | 1                                                    | 4                                                    | 0                                                    |                                                      | +2-0                                                 |                                                      | +30-4                                                | +4-1                                                 | +1-0                                                 |                                                      |                                                      |
| Всего                                                | 758                                                  | 550                                                  | 208                                                  | 305                                                  | 161                                                  | 84                                                   | 60                                                   | 76                                                   | 72                                                   | +38-18                                               | +50-20                                               | +77-23                                               | +284-127                                             | +41-14                                               | +4-1                                                 | +42-3                                                | +14-2                                                |

### Символические клубы

#### Клуб «200»
Изданием «Спорт-Экспресс» совместно со Всероссийской федерацией волейбола организован символический Клуб «200», носящий имя Сергея Тетюхина. В него входят волейболисты, сыгравшие за сборную России 200 и более официальных матчей.
| Игрок             | Годы в сборной                  | ОИ | ЧМ | ЧЕ | МЛ, ЛН | КМ | КЧ | ОТ | ЕЛ | Всего |
| ----------------- | ------------------------------- | -- | -- | -- | ------ | -- | -- | -- | -- | ----- |
| Сергей Тетюхин    | 1996—2009, 2011—2012, 2015—2016 | 46 | 21 | 46 | 147    | 34 | —  | 24 | 2  | 320   |
| Алексей Казаков   | 1996—2001, 2003—2007, 2009—2010 | 24 | 18 | 37 | 152    | 11 | —  | 22 | 12 | 276   |
| Сергей Гранкин    | 2006—2019                       | 23 | 39 | 32 | 123    | 31 | 5  | 12 | —  | 265   |
| Константин Ушаков | 1993—2006, 2012                 | 20 | 24 | 31 | 140    | 11 | —  | 17 | 11 | 254   |
| Вадим Хамутцких   | 1996—2004, 2007—2009            | 23 | 17 | 41 | 131    | 10 | —  | 13 | 2  | 237   |
| Максим Михайлов   | 2008—2013, 2015—2021            | 32 | 19 | 34 | 94     | 22 | 4  | 11 | —  | 216   |
| Руслан Олихвер    | 1993—2002                       | 13 | 22 | 33 | 121    | 9  | —  | 15 | —  | 213   |
| Алексей Вербов    | 2004—2010, 2013—2016, 2018      | 24 | 26 | 34 | 84     | 11 | —  | 16 | 16 | 211   |
| Алексей Кулешов   | 1998, 2000—2009                 | 22 | 19 | 22 | 104    | 9  | —  | 14 | 10 | 200   |

#### Клуб «2000»
Этот клуб объединяет волейболистов, набравших в официальных матчах за сборную более 2000 очков. У игроков, выступавших до завершения международного сезона 1998 года, при старой системе подсчёта очков, также учитывается количество отыгранных подач.
| Игрок             | Годы в сборной                  | Очки | Отыгранные подачи | Всего |
| ----------------- | ------------------------------- | ---- | ----------------- | ----- |
| Максим Михайлов   | 2008—2013, 2015—2021            | 3022 | —                 | 3022  |
| Сергей Тетюхин    | 1996—2009, 2011—2012, 2015—2016 | 2488 | 514               | 3002  |
| Дмитрий Фомин     | 1993—1998                       | 905  | 1857              | 2762  |
| Руслан Олихвер    | 1993—2002                       | 1113 | 1342              | 2455  |
| Роман Яковлев     | 1998—2003                       | 1655 | 487               | 2142  |
| Дмитрий Мусэрский | 2010—2016, 2018—2021            | 2015 | —                 | 2015  |
| Алексей Казаков   | 1996—2001, 2003—2007, 2009—2010 | 1625 | 379               | 2004  |

## Главные тренеры
| Период     | Тренер                    |
| ---------- | ------------------------- |
| 1992—1995  | Виктор Радин              |
| 1996—1997  | Вячеслав Платонов         |
| 1997       | Вячеслав Зайцев (и. о.)   |
| 1998—2004  | Геннадий Шипулин          |
| 2005—2006  | Зоран Гаич                |
| 2007—2008  | Владимир Алекно           |
| 2009—2010  | Даниэле Баньоли           |
| 2011—2012  | Владимир Алекно           |
| 2013—2015  | Андрей Воронков           |
| 2015       | Александр Климкин (и. о.) |
| 2015—2016  | Владимир Алекно           |
| 2017—2019  | Сергей Шляпников          |
| 2019—2021  | Туомас Саммелвуо          |
| 2022—н. в. | Константин Брянский       |

## Спонсоры
Генеральным спонсором мужской сборной России по волейболу выступает банк ВТБ (также является официальным партнёром Всероссийской федерации волейбола).